# Maison natale de Giuseppe Verdi
La maison natale de Giuseppe Verdi est la maison-auberge de Roncole (devenu depuis Roncole Verdi), un hameau situé à faible distance de la ville de Busseto dans la province de Parme (région Émilie-Romagne) en Italie, où est né, le 10 octobre 1813, le compositeur Giuseppe Verdi.

## Historique
Verdi est né, selon ses biographes, dans ce qui était alors une maison-auberge, telle que représentée sur un célèbre tableau du XIXe siècle d'Achille Formis, aujourd'hui conservé au musée du théâtre de la Scala de Milan. Sur la façade de la maison une plaque remontant à 1872 rappelle que les marquis de Pallavicino, anciens propriétaires de l'édifice, avaient imposé que le bâtiment devait demeurer dans son état d'origine. À la mort de Verdi, en 1901, les pauvres de Roncole, qui avaient reçu les bienfaits de leur aimé concitoyen, firent apposer une pierre à sa mémoire sur la façade. À peine une douzaine d'années plus tard, en 1913, à l'occasion du premier centenaire de sa naissance, le buste en bronze du compositeur, œuvre du sculpteur Cantù, fut installé dans le jardin situé face à la maison.
En janvier 2001, pour le centenaire de la mort de Verdi, la commune de Busseto a mené à bien la modernisation du parcours didactico-muséal de la maison natale du compositeur en le dotant de panneaux de signalisation et de moyens audiovisuels et informatiques.

## La maison
La maison natale de Verdi se présente comme « une maison pauvre, basse et longue, un peu de guingois » entourée d'une poignée de petits bâtiments et dans laquelle « est palpable le sens de la vie simple de ce temps-là, l'empreinte de la fatigue, de la pauvreté digne ».
Au rez-de-chaussée se trouvait l'auberge-épicerie des parents du futur compositeur, Carlo Verdi et Luigia Uttini, ménagère et fileuse, maison aux fenêtres baraudées pour « alléger » la « taxe sur l'air », l'un des multiples impôts qui compliquaient la vie, en particulier celle des plus pauvres, au début du XIXe siècle. Dans les pièces occupées aujourd'hui par les gardiens de la maison-musée se trouvait la cuisine de l'ancienne auberge. Pas très loin, « protégées par une porte cochère qui semble macérée par des siècles de pluie » selon les termes de Barigazzi, sont situés les bâtiments qui servaient d'abri pour le cabriolet, le cheval, les cochons, les poules, le foin, le four, « et le fourneau pour la lessive ». Au premier étage, en haut de l'escalier, dans une petite chambre fermée par un toit en pente, se trouvait le grenier. À proximité, une chambre au plafond bas avec des poutres apparentes est celle dans laquelle Giuseppe Verdi vit le jour le 10 octobre 1813, un dimanche, le jour de la fête du saint patron local, San Donnino. L'acte de naissance sera enregistré le 12 octobre, à Busseto, commune de rattachement. 